# Електрична дискова пилка

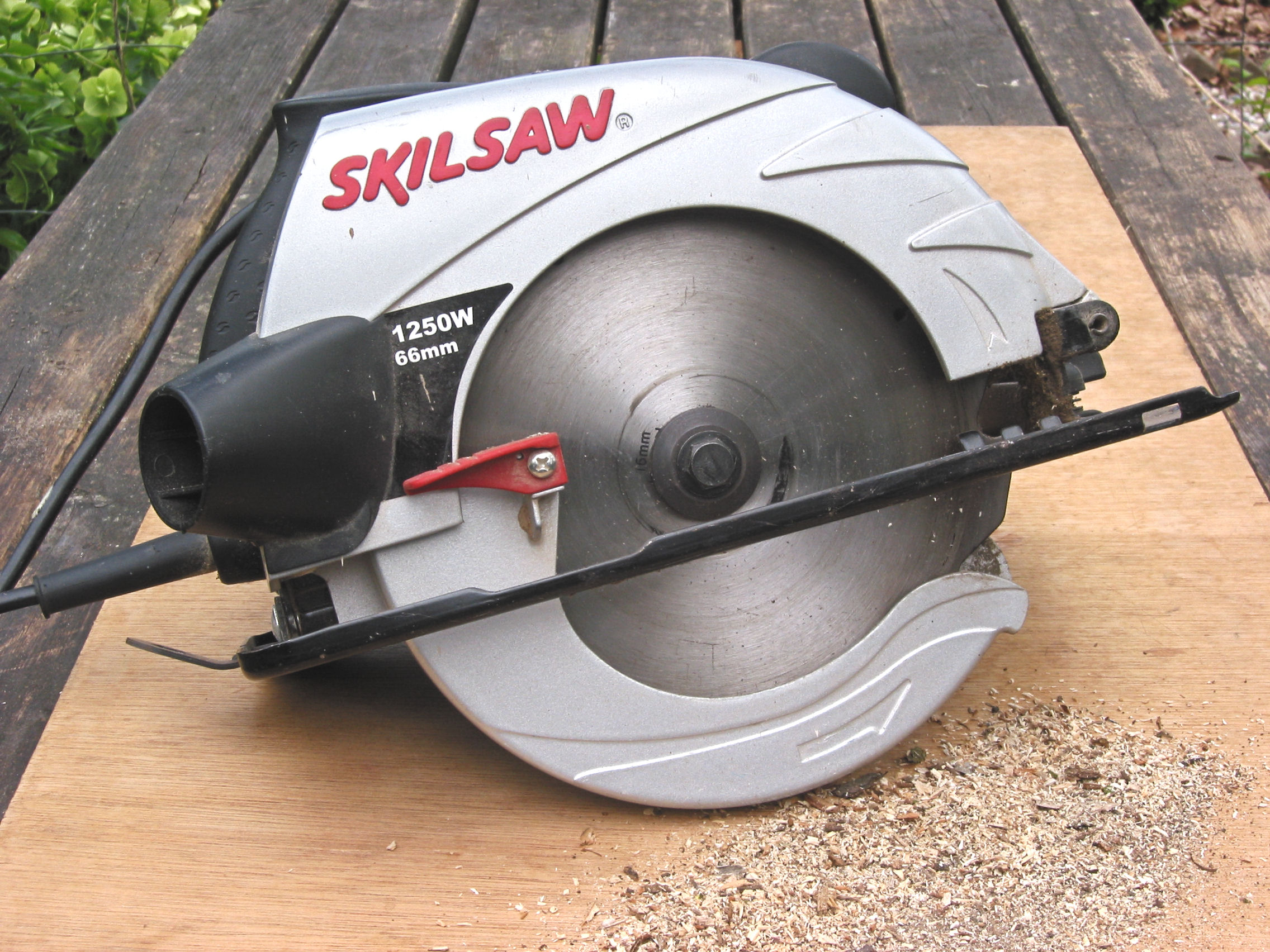
Електрична дискова пилка фірми Skil

Електрична дискова пилка або ручна циркулярна пилка — пилка з робочим органом у вигляді диска з різальними зубами, різновид електроінструменту. За допомогою дискових пилок можна робити прямолінійний розкрій матеріалів.
Привід диска проводиться в дію від електромотора який отримує живлення від електромережі або від акумулятора (в акумуляторних пилках).
Як правило дискові пилки призначені для розкрою дерева, проте при застосуванні спеціальних дисків можна якісно і швидко розкроювати щільні листові матеріали (ламінат, бакелітову або звичайну фанеру), кольорові метали, пластик.
Дискові пилки можуть бути випущені виробником як під праву, так і під ліву руку.
Конструкція дискових пилок передбачає нахил пилкового диска до 45-50 градусів до основи, регулювання глибини пропилу. Занурювальні дискові пилки дозволяють проводити різання не з краю матеріалу, врізаючись в нього на потрібну глибину в довільній точці.